# Thurnham (Lancashire)
Thurnham is een civil parish in het bestuurlijke gebied Lancaster, in het Engelse graafschap Lancashire met 651 inwoners.